# 布龙巴赫塔尔
布龙巴赫塔尔（德語：Brombachtal）是德国黑森州的一个市镇。总面积20.44平方公里，总人口3601人，其中男性1763人，女性1838人（2011年12月31日），人口密度176人/平方公里。

## 友好城市
- 法國 拉里维耶尔德科尔